# Mancur Olson
Mancur Lloyd Olson, Jr (Grand Forks, 22 gennaio 1932 – College Park, 19 febbraio 1998) è stato un economista e scienziato sociale statunitense che lavorò presso l'Università del Maryland, College Park.
Sono di primaria importanza i suoi contributi alla teoria della scelta pubblica, nonché all'economia istituzionale, sul ruolo della proprietà privata, l'imposizione fiscale, i beni pubblici, l'azione collettiva e i diritti di contrattazione nello sviluppo economico. 
Olson si concentrò sulla base logica dell'appartenenza e della partecipazione a gruppi d'interesse. Le principali teorie politiche del suo tempo assegnavano ai gruppi uno stato quasi primordiale. Alcuni facevano appello ad un naturale istinto umano di radunarsi, altri attribuivano la formazione dei gruppi, radicati nella parentela, al processo di modernizzazione. Olson offrì un resoconto radicalmente diverso della logica di base dell'azione collettiva organizzata.
Nel suo primo libro, The Logic of Collective Action: Public Goods and the Theory of Groups (trad it. Logica dell'azione collettiva, Feltrinelli 1990) ha teorizzato che "solo un incentivo separato e 'selettivo', stimolerà un individuo razionale in un gruppo latente ad agire in un modo orientato-al-gruppo"; cioè solo un vantaggio strettamente riservato ai membri del gruppo motiverà qualcuno a partecipare e contribuire al gruppo. Ciò significa che gli individui agiranno collettivamente per fornire beni privati, ma non per fornire beni pubblici.
Il libro nota altresì che i gruppi più grandi avranno costi organizzativi relativamente elevati, mentre i costi dei gruppi più piccoli saranno bassi. Inoltre, il guadagno pro-capite derivante da un'azione collettiva di successo è relativamente minore nei gruppi più grandi, rispetto a quelli più piccoli. Per tutti questi motivi, l'incentivo all'azione di gruppo decresce con l'aumento delle dimensioni del gruppo: i gruppi più grandi sono meno capaci di agire nel proprio interesse comune rispetto a quelli più piccoli.
Nel 1982, ampliò la sua logica dell'azione collettiva nel tentativo di spiegare The Rise and Decline of Nations (trad. it. Ascesa e declino delle Nazioni. Crescita economica, stagflazione e rigidità sociale, Il Mulino, 1984). L'idea è che nei paesi si formino col passare del tempo piccole coalizioni distributive. Gruppi come i coltivatori di cotone, i produttori di acciaio, i sindacati ecc. saranno incentivati a formare lobby politiche e ad influenzare le scelte politiche a proprio favore. Tali politiche tenderanno ad essere protezioniste e anti-tecnologia, e quindi danneggeranno la crescita economica; ma dal momento che i vantaggi di queste politiche sono incentivi selettivi concentrati tra i membri di piccole coalizioni, mentre i costi sono diffusi in tutta la popolazione, la "logica" dell'azione collettiva dètta che la resistenza pubblica nei loro confronti sarà scarsa. Pertanto, con il passare del tempo, e con l'accumularsi e la crescita di queste coalizioni distributive, la nazione da esse afflitta cadrà nel declino economico. 
La teoria di Mancur Olson è diventata una delle tesi fondanti della teoria della scelta pubblica, una teoria che tenta di spiegare le scelte politiche osservate nel mondo reale sulla base di considerazioni economiche. È nota come legge dei "benefici concentrati e perdite diffuse", ovvero legge dei "profitti privati e perdite pubbliche".
Nel suo ultimo libro, Power and prosperity ("Potere e prosperità"), Olson distingue tra gli effetti economici dei diversi tipi di governo, in particolare, la tirannia, l'anarchia e la democrazia. Olson ha sostenuto che un "bandito itinerante" (sotto anarchia), ha un incentivo solo a rubare e distruggere, mentre un "bandito stanziale" (un tiranno) è incentivato ad incoraggiare una certa misura di successo economico, in quanto egli si aspetterà di restare al potere abbastanza a lungo da acquisire una quota della ricchezza prodotta. Il bandito stanziale assume così la funzione primordiale del governo - la protezione dei cittadini e della loro proprietà contro i banditi itineranti. Olson ha visto nel passaggio da banditi itineranti a banditi fermi il seme della civiltà, che spiana la strada per la democrazia, la quale migliora gli incentivi per un buon governo allineandosi più strettamente con i desideri della popolazione.
Per onorare i numerosi contributi di Olson nei campi dell'Economia e delle Scienze Politiche, l'American Political Science Association ha introdotto il Premio Olson per la migliore tesi di Dottorato di Ricerca in Economia Politica.

## Opere selezionate
- The Logic of Collective Action: Public Goods and the Theory of Groups, Harvard University Press, 1st ed. 1965, 2nd ed. 1971 (trad. it. "Logica dell'azione collettiva"; curato da: Sforza S.; Editore: Feltrinelli; data di pubblicazione: 1990; collana: "I fatti e le idee, saggi e biografie"; pagine: 208).
- The Rise and Decline of Nations: Economic Growth, Stagflation, and Social Rigidities, Yale University Press, 1982 (trad. it. "Ascesa e declino delle nazioni. Crescita economica, stagflazione e rigidità sociale"; traduttore: Sassoon J.; editore: Il Mulino; data di pubblicazione: 1984; collana: Collezione di testi e di studi; pagine: 330.
- Power and Prosperity: Outgrowing Communist and Capitalist Dictatorships, Oxford University Press, 2000
- The Economics of Autocracy and Majority Rule: The Invisible Hand and the Use of Force, (con Martin C. McGuire) in The Journal of Economic Literature (March 1996).
- Alan Bettie, Economia bastarda, ISBN 978-88541-1549-1, Newton Compton Editori 2009.